# Quai de la Fraternité

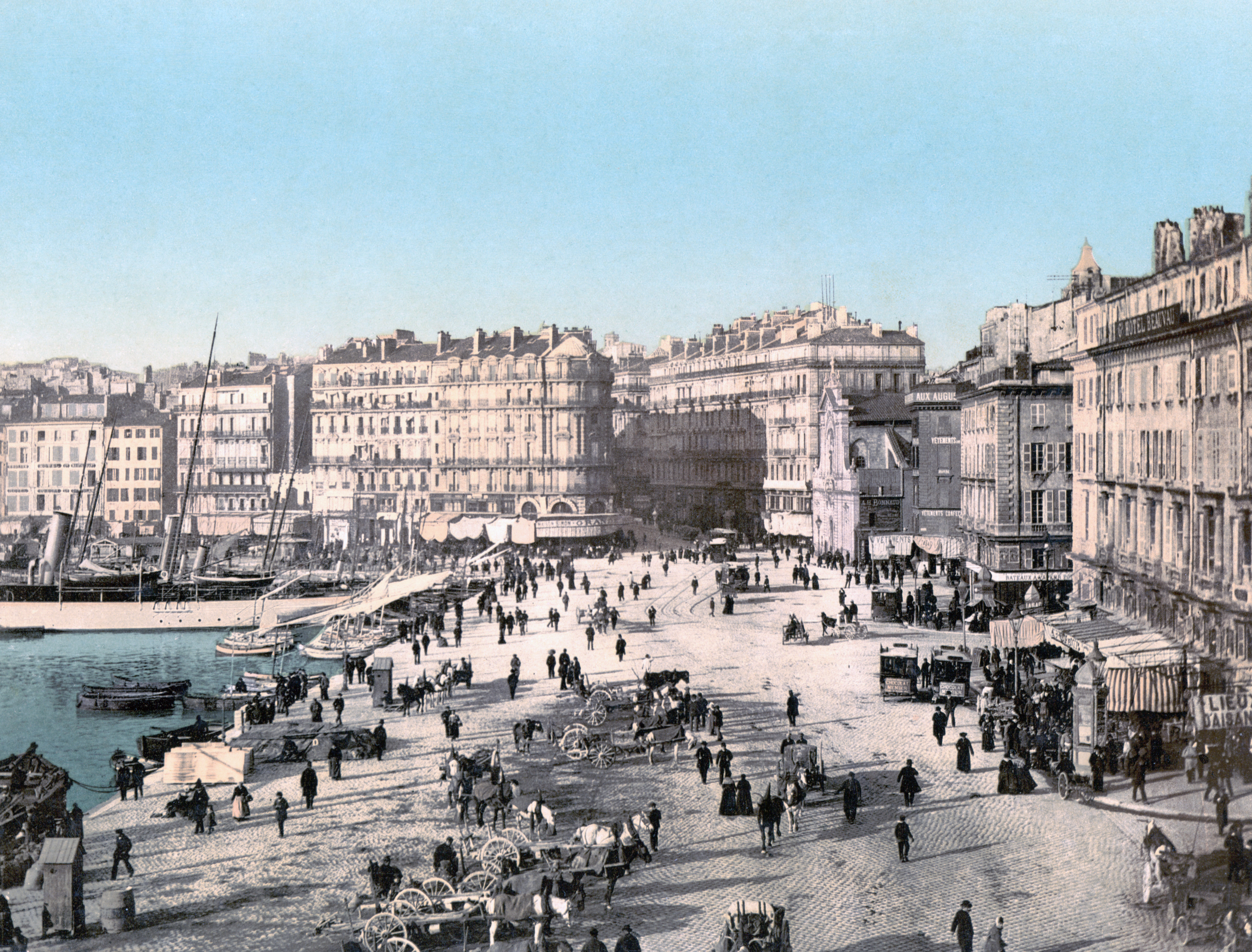
Der Quai des Belges auf einer Postkarte um 1900

Der Quai de la Fraternité (bis 2013 Quai des Belges) ist ein Verkehrsknotenpunkt in Marseille und liegt vor dem Alten Hafen Vieux Port. Seine Bedeutung für den Straßenverkehr sank mit dem Bau des Tunnel du Vieux-Port.
Am Quai de la Fraternité befindet sich die Haltestelle Vieux Port der Metrolinie M1 und die Anlegestellen der Schnellfähren bzw. Touristenschiffe in Richtung der Îles d’Frioul und zum Château d’If sowie nach Cassis.

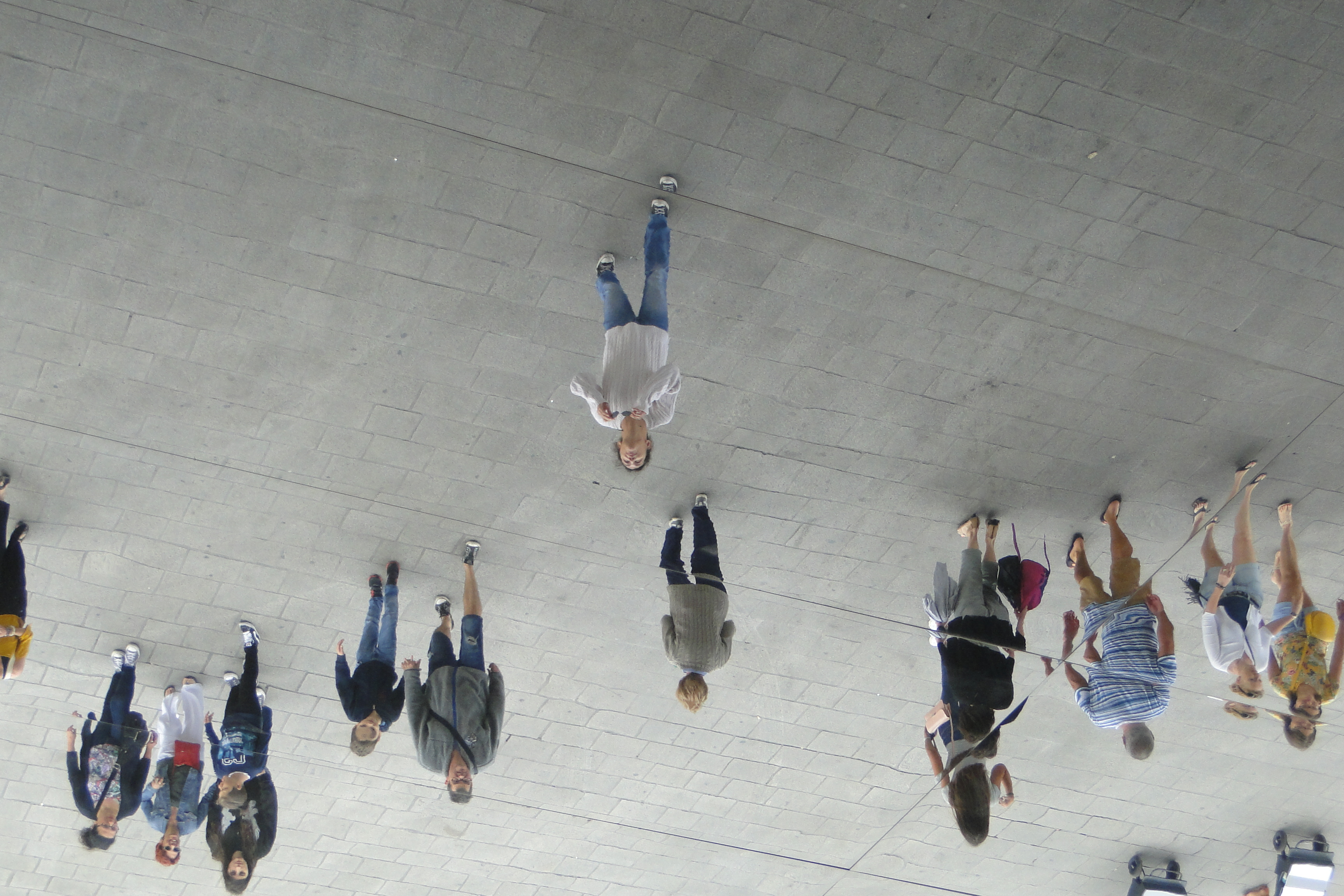
Unter dem Sonnenpavillon des Quai des Belges

Es münden von Norden die Rue de la République, von Nordosten die ehemalige Prachtstraße Canebière, von Süden die Rue Breteuil und von Westen her der Quai du Port und der Quai de Rive Neuve. Im Zuge des Kulturhauptstadtsjahrs 2013 wurde der Platz seit 2011 nach Plänen von Norman Foster in einen verkehrsberuhigten Bereich umgestaltet. Seitdem befindet sich hier ein 46 × 22 Meter großer chromfarbener Sonnenpavillon.
Am Quai de la Fraternité findet täglich der Fischmarkt von Marseille statt.